# Flora López Castrillo
Flora López Castrillo (Madrid, 24 de noviembre de 1878 - Madrid, 1948) Fue una pintora española que se especializó en abaniquería artística. Se trata de una de las pocas mujeres artistas dedicadas al simbolismo modernista de comienzos del siglo XX.  

## Biografía
En el año 1935 vivió en Madrid en la calle San Lorenzo, n.º 4, piso principal izquierda, junto con sus hermanas Remedios López Castrillo (telegrafista de profesión) y Eulalia López Castrillo (con “sus labores” como ocupación). Flora López Castrillo en este caso apareció como profesora y entre las tres hermanas pagaban un alquiler anual de 1200 pesetas.

## Trayectoria
Se formó en la Escuela Especial de Pintura, Escultura y Grabado de Madrid entre 1905 y 1911. Su interés por el paisaje la convirtió en una de las pocas pintoras españolas dedicadas a este género artístico durante el siglo XIX y comienzos del siglo XX, ya que esta línea del arte solía ser prioritaria entre las artistas del resto de Europa, en particular de Reino Unido y Francia. Con todo, Flora López Castrillo destacó además como pintora marinista, abrazando ambos géneros desde hábitos apegados a la tradición académica.
Fue discípula predilecta, junto al también pintor José Nogales Sevilla, de Antonio Muñoz Degrain (1840-1924), con quien compartió una gran e íntima amistad, además de ser su más fiel seguidora en los últimos años de su vida. Su completa atención ante los modelos de su mentor, hizo que las formas y figuras en sus obras respetaran el estilo del artista valenciano, creando, en definitiva, un estilo personal y propio.
En el año 1905 se matriculó en las asignaturas de Dibujo del antiguo y ropajes y Paisaje, consiguiendo un premio en esta última. En esta época coincidió con las alumnas Matilde González Guerrero o Sara Ruiz Albéniz. El siguiente curso (1906-1907) eligió las asignaturas Perspectiva, Anatomía artística, Dibujo del antiguo y ropajes y Paisaje, y obtuvo premios en cada una de ellas. Posteriormente (1907-1908) cursó las asignaturas de Teoría e Historia de las Bellas Artes, Anatomía artística, Dibujo del antiguo y ropajes y Paisaje y, una vez más, consiguió premios en todas las materias matriculadas. En su último curso (1908-1909) añadió, además, el estudio de la Perspectiva y Teoría y estética del color.
Flora López Castrillo envió una queja al Diario El Globo que se publicó en el año 1909, en la que también participó parte del alumnado de la escuela. En ella advertían sobre las condiciones lamentables en las que se encontraba la Escuela Especial de Pintura, Escultura y Grabado. Sin embargo, y a pesar de la situación en la que se encontraba su centro de estudios, Flora López Castrillo obtuvo matrícula de Honor en la totalidad de asignaturas que cursaba. Asimismo, consiguió una medalla honorífica en la exposición de Bellas Artes de Madrid en 1910 y en el año 1912 presentó El desayuno de la muñeca, Flores y Marina, donde obtiene, por esta última obra, la tercera medalla.
En la Exposición de Artes decorativas del año 1913 obtuvo una segunda medalla y en la de 1915 presentó las obras Brisas helénicas y Noche clara. Este mismo año la pintura Marina fue destinada al Museo de Arte Moderno de Madrid, donde permaneció hasta el año 1971, momento en el que el Museo Centro de Arte Reina Sofía lo adquirió hasta el año 2016. La obra pertenece al  Museo Nacional del Prado y fue depositada en la Facultad de Derecho de la Universidad Complutense de Madrid.
Tras cuatro años, en 1919, participó en la Exposición de Bellas Artes de Santander, donde coincidió con las artistas María Luisa Pérez Herrero y Esperanza Cañizares y con grandes artistas masculinos como Joaquín Sorolla y Bastida o Timoteo Pérez Rubio, entre otros.
Flora López Castrillo, tomó posesión del cargo de profesora de dibujo en la Escuela del Hogar y Profesional de la Mujer, el 1 de mayo del año 1920. De este modo, realizó la importante labor de formar y educar en el arte a futuras artistas. Cinco años más tarde obtuvo su primer ascenso por quinquenio de 500 pesetas.
Además de su faceta como docente continuó su actividad pictórica. Participó en la Exposición Nacional de Bellas Artes de 1926 con las obras Amanecer en la playa (Valencia) y Rincón de pasajes (obteniendo una segunda medalla) y un año más tarde, en 1927, expuso su óleo Tarde de otoño en el Salón de otoño. En 1928 presenta su obra Ninfas en el recreo campestre, y en la de 1930 Un arrabal (Orense) y Vuelta de la pesca (Málaga) ambas expuestas en la sala undécima. Precisamente, en este año de 1930, logró un reconocimiento gracias a su participación en diversas y variadas exposiciones y, además, consiguió su segundo quinquenio, con un incremento de 500 pesetas. Tras la Guerra Civil Española, Flora López Castrillo prosiguió su labor de profesora de dibujo y pintura hasta el final de su vida. 
En 1934 presentó Borrasca en la sección de pintura de la Exposición Nacional de Bellas Artes. Más tarde, exhibió Un arrabal (Orense) en el Salón de Otoño. Casi un año después, en mayo de 1935, participó en la Exposición Nacional de Bellas Artes con su obra al óleo De vuelta a la pesca (Málaga). Esta actividad expositiva la combinaría con un gran éxito profesional en la docencia, solicitando en este mismo año la concesión del tercer ascenso por quinquenio de 500 pesetas sobre su sueldo de 3000 pesetas y otras 1000 pesetas correspondientes a los dos quinquenios obtenidos.
Se le concedió la jubilación forzosa como Profesora de Dibujo Artístico de la Escuela del Hogar y Profesional de la Mujer, en el año 1948, con setenta años, coincidiendo con su fallecimiento poco después.

## Contexto social y cultural
La presencia de la mujer artista en los certámenes públicos aumenta considerablemente durante las últimas décadas del siglo XIX. Muchas de estas mujeres recibieron grandes reconocimientos y la crítica del arte les confirió cierta valía, a las que calificó incluso de “legítima esperanza del arte español”. Al parecer la condición de mujer no fue tomada en cuenta, al menos aparentemente, pero lo cierto es que los elogios y las alabanzas escondían un consolidado sesgo jerárquico, que se hacía presente en “comentarios como los que afirmaban que Elena Brockmann pintaba como un hombre o que Antonia Bañuelos era el mejor pintor de su sexo. Es en el siglo XX cuando se crean diversos proyectos dedicados a la rectificación y compensación de las mujeres artistas, como la celebración, en 1903, de la Primera Exposición de Pintura Feminista en el Salón Amaré de Madrid, aunque ninguna lo consiguió plenamente".
Por otra parte, las mujeres debidamente instruidas, nacidas en un seno familiar culto y cosmopolita, se posicionaban como las candidatas idóneas para alcanzar sus objetivos artísticos. Los entornos aristocráticos pertenecientes a la alta burguesía alentaban a sus hijas con el fin de que algún día pudieran destacar en su trabajo, y de esta manera poder desarrollar cómodamente sus inquietudes artísticas que, normalmente, se verían relegadas a un segundo plano una vez contrajesen matrimonio.
Sin embargo, la lucha de una mujer española por convertirse en artista durante finales del siglo XIX y primeros del siglo XX, independientemente de su condición social, se complicaba cuando debía respetar ciertos criterios enmarcados en el gusto social de la época. La habilidad de pintar o esculpir era aceptada socialmente solo si la artista reflejaba un tipo de belleza adecuado, ajustado a los criterios estéticos del momento, ya que la finura, la gracia y la delicadeza, siempre fueron virtudes asignadas a la mujer y a su correspondiente obra. Capacidades que eran desveladas cuando se trataba de la familia, convirtiéndose, sin apenas darse cuenta, en un ángel del hogar. Su destino final se entendía en el contexto maternal, procreando y cuidando de sus hijos, a la par que complacía los deseos del marido.
Su trabajo como artista debía ser compaginado, por tanto, con las labores propias de una ama de casa. Una mujer jamás debía desviarse de este tortuoso camino, si lo hiciera sería el blanco de muchos comentarios ofensivos que afectarían por completo a su categoría social y, por consiguiente, a la prudencia que obligatoriamente debía guardar toda señora y señorita, llegando al extremo de ocultar, o incluso, renunciar, a las artes.
Un ejemplo de ello es Helena Sorolla, hija de Joaquín Sorolla y Clotilde García del Castillo, “que creció en un ambiente eminentemente receptivo en el que se hablaban varios idiomas, se asumían con naturalidad los viajes de perfeccionamiento por Europa y Estados Unidos y se apreciaban las ideas de la Institución Libre de Enseñanza, en las que ella misma se formó”, pero todos estos privilegios no pudieron impedir que abandonara su carrera como escultora una vez contrae nupcias, en el año 1922, con el ingeniero de caminos Victoriano Lorente.
Elena Brockmann de Llanos (1867-1946) y Antonia de Bañuelos y Thorndike (1855-1921), fueron dos mujeres artistas, asociadas, también, a un entorno familiar de alta sociedad con una clase social muy elevada. Tanto Brockmann como Bañuelos adquirieron una formación complementaria internacional, donde la primera recibiría una exquisita educación en Roma con Mariano Benlliure y Joaquín Sorolla. París, por su parte, sería el lugar elegido por Bañuelos, donde el estudio del pintor Charles Joshua Chaplin, se convertiría en su escuela privada. Ambas tuvieron la suerte de formarse en las Bellas Artes de una forma mucho más completa y eficaz que otras alumnas de la Academia de Bellas Artes de San Fernando en Madrid, ya que no les resultó complicado asistir a clases de Desnudo al Natural.
Estas oportunidades les brindan la posibilidad de ser alumnas aventajadas, adelantando en conocimientos y técnica a sus compañeras españolas matriculadas en la escuela pública, las cuales tenían prácticamente prohibido asistir a clases de Anatomía Artística y Dibujo al Natural, situación que se prolongó al menos hasta finales del siglo XIX, desplazándolas a la práctica artística del bodegón, el retrato o el paisaje, considerados géneros menores. Con lo que resultaba imposible que pudieran incluso plantearse competir con sus camaradas masculinos, que utilizaban con frecuencia modelos femeninos en talleres y academias privados.
“En la Royal Academy de Londres, por citar tan sólo uno de los ejemplos más conocidos, hubo que esperar a 1893 para que las damas pudiesen asistir a las clases de dibujo del desnudo e incluso después de esta fecha sólo se les franqueaba la entrada si el modelo estaba parcialmente vestido”. Es decir, todos estos impedimentos impuestos a la mujer, fomentaban tanto la discriminación y jerarquización en el ámbito profesional, como la sexualización del propio género femenino.
Con todo, el porcentaje de artistas españolas que entre finales del siglo XIX y comienzos del siglo XX, podían permitirse viajar al extranjero o salir de su propia ciudad era bastante escaso. Esto provocaría que muchas de estas artistas no encontrara inspiración suficiente o, simplemente, no llegara a interiorizar ciertas experiencias necesarias para poder ampliar los límites de su pensamiento y obra.
También eran muy pocas las pintoras españolas que accedían a las Exposiciones Universales, Nacionales y otras muestras y concursos de renombre.
Flora López Castrillo fue una excepción entre estas mujeres creadoras, que no consiguieron ir más allá del espacio familiar y romper las barreras que la sociedad, forzosamente, les imponía.

## Estilo artístico
Sus obras reflejan el espíritu simbolista de los poetas de la época, como el caso del cubano José María de Heredia (1842-1905) que en ocasiones le sirvió de inspiración, igual que a su maestro Antonio Muñoz Degrain. Flora López Castrillo presenta una pintura que no se sujeta a la realidad de su momento, evadiendo o rechazando el mundo ajetreado de la actividad industrial, la aglomeración, el nerviosismo de la vida diaria en la ciudad, expresando una verdad diferente y, quizás, secundaria, que se oculta de lo propiamente físico, trascendiendo hacia la espiritualidad, el misterio y la fantasía.
El arte excéntrico de su guía y consejero Muñoz Degrain hace eco en la artista, que consigue expresar un lenguaje personal y particular, mediante una línea en el dibujo meditada, vivaz y de enorme plasticidad, consolidada en los trazos de la mar. Sumergida en la pintura de historia, sus obras tienen una cuidada composición, dedicando gran atención a los pequeños detalles, desplegando así cierta factura preciosista.
Las rigurosas normas academicistas merman cuando Flora López Castrillo utiliza la luz y el color de una manera tan especial y propia. Sin abandonar del todo la minuciosa ejecución en pos de una libertad de pincel, utiliza tonalidades que escapan a los colores tradicionales utilizados en el género pictórico del paisaje, factor que asoma la originalidad de su trabajo como artista, cuyo instinto para insinuar atmósferas y espacios emocionales, incita a la visión de un sueño, lo irreal, cautivando del todo al espectador.
Los matices azulados, grises y rosados surgen como una marca de singularidad en sus proyectos, donde la figura humana continuará siendo la protagonista, así como la utilización de atrevidos contrastes y su buen sentido en la composición, la sitúan, junto a Antonio Muñoz Degrain, en la vanguardia del paisajismo español.

## Obra

### Marina
Su obra Marina, está inspirada en el poema La Galatea, incluido en el libro tercero de La Diana enamorada (1564) de Gaspar Gil Polo, en concreto en los versos de la Canción de Nerea. Adopta un estilo inusual y atrevido, empleando referencias de la cultura clásica, ofreciendo una escena que, envuelta en un ambiente onírico y ensoñado, desata una caprichosa visión simbolista apreciada en el infinito mar.
Con el título de Galatea aparecía en la exposición Nacional de Bellas Artes de Madrid del año 1912. Un título que aparentemente combina mejor con la escena que se proyecta en la obra, donde Galatea, la ninfa que aparece en la orilla, parece bailar mientras evita las pequeñas olas. Su delicado movimiento imita a las velas de los barcos situados al fondo. A su lado, la figura de su joven enamorado, Licio, da un paso en su busca.
Muñoz Degrain, refiriéndose a su más querida amiga y discípula, en una entrevista publicada en La Correspondencia de Valencia comenta lo siguiente:
En la Exposición de 1912 obtuvo una tercera medalla por su cuadro Galatea, inspirado en un poema del celebrado valenciano Gil Polo, que floreció ya mediado el siglo XVI. Figura el cuadro, Galatea en la orilla del mar en el poético momento que Gil Polo trazó de mano maestra en estos versos irreprochables: Junto al agua se ponía / Y las ondas aguardaba / Y en verlas llegar huía / Pero a veces no podía / Y el blanco pie se mojaba.
(Fragmento de la entrevista a Muñoz Degrain en La correspondencia de Valencia 9-1-1914)

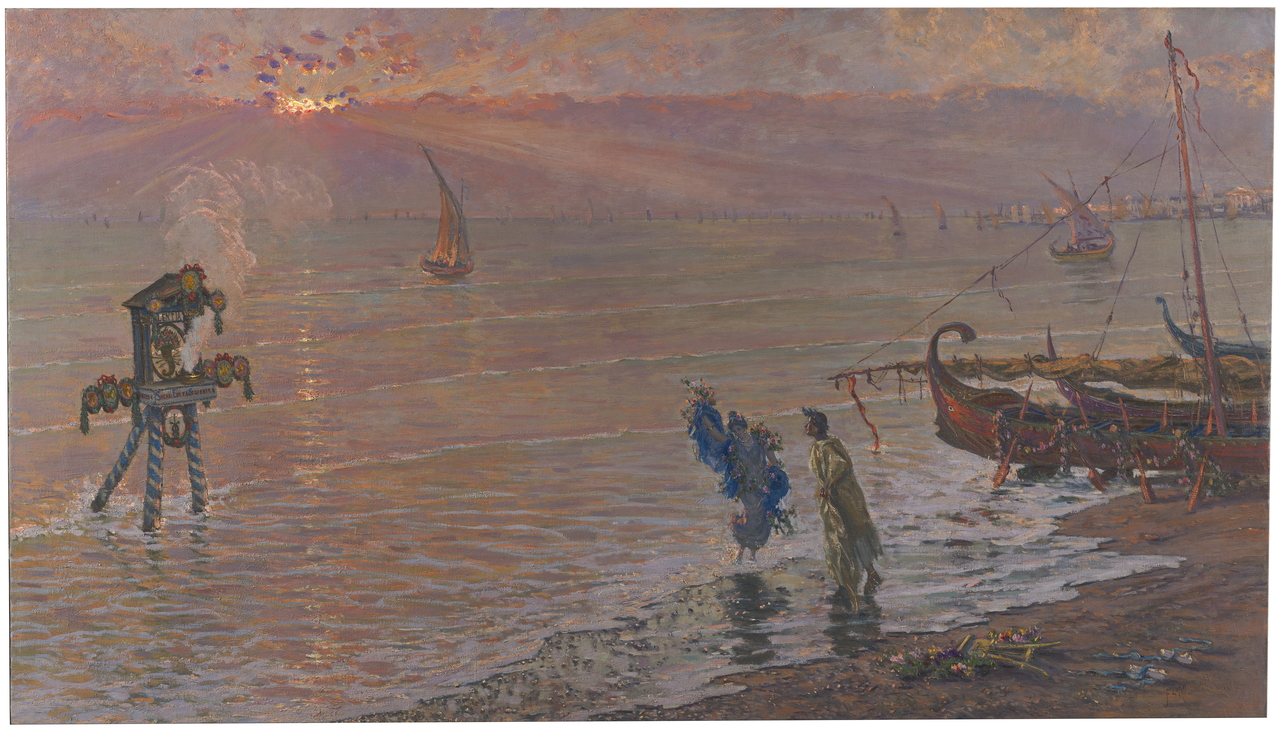
Título: Marina; Artista: Flora López Castrillo; Técnica: Óleo sobre lienzo; Dimensiones: 98,5 cm x170,3 cm.

Sin embargo, la última versión de la obra se presenta distinta con respecto a la que aparecía en la Exposición del año 1912, que el catálogo reproduce. La diferencia se hace visible en un segundo personaje que la pintora añade al lienzo, se trata de Licio, que viste con ropajes blancos inmaculados, y que en el poema le ruega a Galatea que se aleje del agua. Incluso podría tratarse de una segunda versión de la artista, ya que esta obra fue adquirida a la autora tres años después de su exposición, en el año 1915.
Con respecto a su análisis pictórico, son significativas las manchas de color naranja que representan los reflejos del sol en el agua y que van separándose a medida que se acercan al espectador, trazo que se repite 40 años antes de la mano de Claude Monet, en su obra Impresión: Sol naciente, en la que los rayos de sol reflejados en el mar se expanden a medida que se alejan, concentrándose al comienzo para diseminarse al final. Resultan curiosas las semejanzas observadas entre dos obras de etapas tan dispares, si bien es cierto que Flora López Castrillo no refleja inmediatez en sus trazos, como lo hiciera su compañero impresionista, utiliza pigmentos que se asemejan bastante a los elegidos por Monet, donde rosas, grises, azules, blancos y negros, captan un paisaje de tenue neblina, que abraza todo el lienzo.
La luz es un elemento principal en ambos cuadros, presente en el reflejo de los rayos del sol, captados con maestría no sólo en la mar, sino también en el cielo, fusionando con las brumosas nubes. Luz que junto a los dos personajes de la obra Marina, se alza como protagonista, donde la artista capta la impresión que ésta ejerce sobre la claridad del agua y su horizonte bañado en barcas.

### Idilio en la Caleta
Realizada por la artista en el año 1914, formó parte de la exposición Eros en el Museo de Málaga en el año 2013 y que fue ubicada en la unidad expositiva dedicada a El amor sereno. Se trata de una donación que Muñoz Degrain hizo al Museo Malagueño en el año 1916, donde la escena contempla el amor bucólico e idealizado.
El acto que Flora López Castrillo presenta en esta obra, reconoce al amor romántico como a una emoción serena y apaciguada, en contraposición a las relaciones amorosas torpes y turbulentas. Una pareja que se encuentra a orillas de la playa de La Caleta de la ciudad de Málaga, y en la que se percibe el momento primero del enamoramiento a la tenue luz de la luna.
Junto a las figuras protagonistas, una jábega alumbrada por tres pequeños faroles alcanza la arena. Sobre la barca, la artista deja constancia de su autoría a través de la fecha y firma de su obra en la roda de popa. Alrededor de los amantes, el arte de la pesca de arrastre se hace presente cuando, en un plano más lejano, unos jabegotes extienden un copo.

### El baño de las ninfas
Realizada en el año 1915, se observa cómo desde la ribera de un río el espectador encuentra a un grupo de mujeres que, desprovistas de sus ropajes, se introducen en el agua en plena noche, mientras sus cabellos sueltos reciben los rayos de luz de la luna. Como si de un ritual se tratara, las mujeres parecen jugar entre ellas, su complicidad y alianza son recogidas por la naturaleza brillante y vivaz que las enmarca.
La paleta de color utilizada rebosa de originalidad y fantasía, totalmente alejada de la realidad, que concede a la escena un entorno casi fantasmagórico, en el que blancos, grises, azules eléctricos e intensos magentas, cubren la tierra y los troncos de los árboles. Entre tanto, una luna dorada, casi divina, colorea las nubes y la superficie del manso río, así como a las pequeñas figuras femeninas que disfrutan relajadas.
La fuerza empleada a la hora de describir la naturaleza deja constancia de que, al menos, esta parte, fue realizada por el artista Antonio Muñoz Degrain. Sin embargo, la escena central del lienzo muestra un talento diferente, comedido, preciso, “por eso, cabe la posibilidad de que en esta obra colaborara, precisamente en esa parte de la composición, la casi desconocida artista Flora López Castrillo... sus figuras, de apariencia fusiforme, como las de este lienzo, suelen responder a la reproducción del estilo de las del pintor valenciano, pero con un acabado menos espontáneo”.

### Vista de Orense al atardecer
En el año 1922 Flora López Castrillo realiza la obra Vista de Orense al atardecer. La artista elige una paleta de color oscura, de rudos contrastes, visibles, sobre todo, en las nubes azuladas que pronto convergen en un cálido atardecer anaranjado de sutiles pinceladas rosáceas.
Al igual que su maestro, su interés no sólo recae en las panorámicas naturales, recreando, también, vistas urbanas como la de Orense, donde un río tranquilo mece una pequeña barca, que por sus características podría tratarse de una antigua embarcación gallega conocida como la barca de dornas. Sobre ella, una figura masculina sujeta un remo, que se sumerge en las aguas del que podría ser el río Miño. A lo lejos, se advierte un puente, tal vez el Puente Medieval de Orense, con un arco principal amplio y apuntado, medio escondido a causa de la maleza que reposa sobre él y por el que suponemos atravesará el navegante, cuya indumentaria tiene gran similitud con el traje de gondolero italiano. Quizás, la autora pretendió realizar un guiño a su profesor y amigo, Muñoz Degrain, que sentía debilidad por la ciudad veneciana y, que sirvió, entre otras, de inspiración al artista.
A lo lejos una torre se yergue sobre el paisaje. Podríamos creer que si verdaderamente el puente que se retrata es el Puente Medieval, también conocido como Ponte Romana, la torre podría ser una reconstrucción mental extraída de la imaginación de la autora, tratándose, por tanto, de una recreación absolutamente transformada por la ilusión, ya que tras este puente sí que hubo una torre, que se encuentra dibujada en el escudo de la ciudad, pero que fue demolida en el siglo XIX, un siglo antes de que Flora López Castrillo creara la pintura; tiempo que, tal vez, no impidiera el conocimiento del hallazgo histórico por la artista. 
La visión subjetiva que la autora pudiera proyectar en esta obra, enlaza no sólo con sus cualidades artísticas tan innovadoras, sino con su singular interpretación de la realidad, presente en la mayoría de sus trabajos e influencia, sin duda, de su ya mencionado instructor.
A la derecha de este paisaje tan pintoresco, asoman tres casas de estilo rústico con techo de teja, rodeadas de plantas y flores, que parecen alzarse en escala de menor a mayor, siendo la más cercana al espectador la más baja, y la final y más alejada en el paisaje, la más alta. Sobre el tejado de la vivienda central una chimenea expulsa humo, que se pierde entre las alturas y se mezcla en la masa de nubes. Los elementos compositivos subrayan la impronta romántica latente en la personalidad de Flora López Castrillo, cuyos trabajos se impregnan de una poética melancolía. 

## Premios recibidos
- Medalla Honorífica en la Exposición Nacional de Bellas Artes de Madrid en el año 1910.
- Tercera Medalla en la Exposición Nacional de Bellas Artes de Madrid en el año 1912.
- Segunda Medalla en la Exposición Nacional de Bellas Artes de Madrid en el año 1926.